# Aaron Jenkins
Aarón Jenkins (St Fagans, Glamorgan, Gales, 1 de agosto de 1831-valle inferior del río Chubut, 1879) es un pionero conocido por descubrir junto a su segunda esposa Rachel Evans que la mejor manera de cultivar las tierras del valle inferior del río Chubut era a través de canales de riego. Jenkins también fue el primer mártir de la colonia galesa.

## Biografía

### Primeros años
Nació en Gales siendo hijo de John y Rachel Jenkins. Vivió en Merthyr Tydfil y cerca de Cardiff, junto con su primera esposa, Mary James Davies, años antes de emigrar a la Patagonia en el velero Mimosa en 1865 cuando tenía 35 años de edad. Jenkins viajó a las costas del Golfo Nuevo con su segunda esposa, Rachel (oriunda de Mountain Ash), embarazada y sus dos hijos Richard y James. Este último falleció en el viaje por estomatits gangrenosa. 16 días después, nació Rachel, el 26 de junio. La pequeña falleció durante el primer viaje del barco Mary Hellen el 20 de septiembre del mismo año, poco antes de que el barco pudiera alcanzar la boca del río Chubut. Fue inhumada en Rawson. El 11 de abril de 1868, nace en la colonia Arianwen, que falleció unos meses más tarde entre mayo y junio.

### Riego
Los primeros años de la colonia galesa fueron muy duros, ya que la mayoría no eran agricultores y el desierto patagónico haca fracasar las cosechas. Tras la gran sequía de 1867, en el mes de noviembre, Jenkins y su esposa advirtieron que las aguas del río Chubut corrían más arriba que el nivel de la tierra sembrada. Entonces decidieron abrir una zanja y comprobaron su desplazamiento hacia sus parcelas sedientas. Rachel le había pedido a su marido que trazara la zanja un domingo -día reservado a las tareas religiosas. Aarón cumplió con el pedido al día siguiente. En marzo del año siguiente realizaron en su chacra la primera cosecha de trigo exitosa del valle.
El descubrimiento de los Jenkins giró violentamente las actividades agrícolas en la colonia del Chubut e incrementó las esperanzas de lucha. Esto se debió a que los galeses hasta ese momento habían desconocido la agricultura bajo canales de riego que comenzaron a practicar por Jenkins.
El 15 de julio de 1868, falleció su esposa Rachel por insuficiencia renal. El 12 de septiembre del mismo año se casó con Margaret Jones, con quien tuvo seis hijos: John, Llewelyn, Myfanwy, Euronwy, Gaenor y Aaron. Este último nació seis meses después de la muerte de su padre y en 1965, al festejarse los 100 años de la llegada de los galeses a la Patagonia, fue uno de los hijos de los Primeros Colonos que aún vivían, recibiendo una medalla de oro. El casamiento entre Jenkins y Margaret fue llevado a cabo por el reverendo Abraham Matthews.

### Travesías por la Patagonia
En 1871, Jenkins realizó un viaje hacia el norte y noroeste del Chubut junto con Lewis Jones y Richard Jones. Localizaron sitios y actuales parajes como Ranquilhuao, Telsen, Conaniyeu, Tromane, Bajo de la Tierra Colorada, entre otros, realizando 590 kilómetros en 19 días. En el museo de Gaiman se conserva hasta la actualidad el manuscrito de Jenkins que, en idioma galés, relató el itinerario de la exploración.
Aaron Jenkins también solía salir con frecuencia a cazar, con el fin de proveer de carne a los colonos. Descubrió un sitio donde siempre podía cazar gran cantidad de animales que se llamó la Laguna de Aaron (en idioma galés: Llyn Aaron), que se encuentra en un sitio de la meseta patagónica denominado Bajo Simpson. El nombre también fue heredado a la cercana estación km 35 del Ferrocarril Central del Chubut.

### Asesinato
Aaron fue el primer mártir de la colonia galesa al ser asesinado en 1879 en su carácter de vigilante por un delincuente chileno. Jenkins había sido designado para llevarlo de Gaiman a Rawson, pero como el preso no iba esposado, en un lugar solitario del camino Aaron fue apuñalado 16 veces por la espalda, huyendo el asesino en el caballo de su víctima. Inmediatamente los pobladores lo persiguieron encontrándolo dos días después entre los juncos de un recodo del río. Lo mataron a balazos y lo enterraron allí mismo. Esto ocurrió producto de la pasividad de las autoridades argentinas. Desde entonces, según los informes, los colonos nunca más volvieron a ser molestados por los «mestizos indio-argentinos» que atemorizaban en la zona. Jenkins está enterrado en el cementerio de Gaiman.

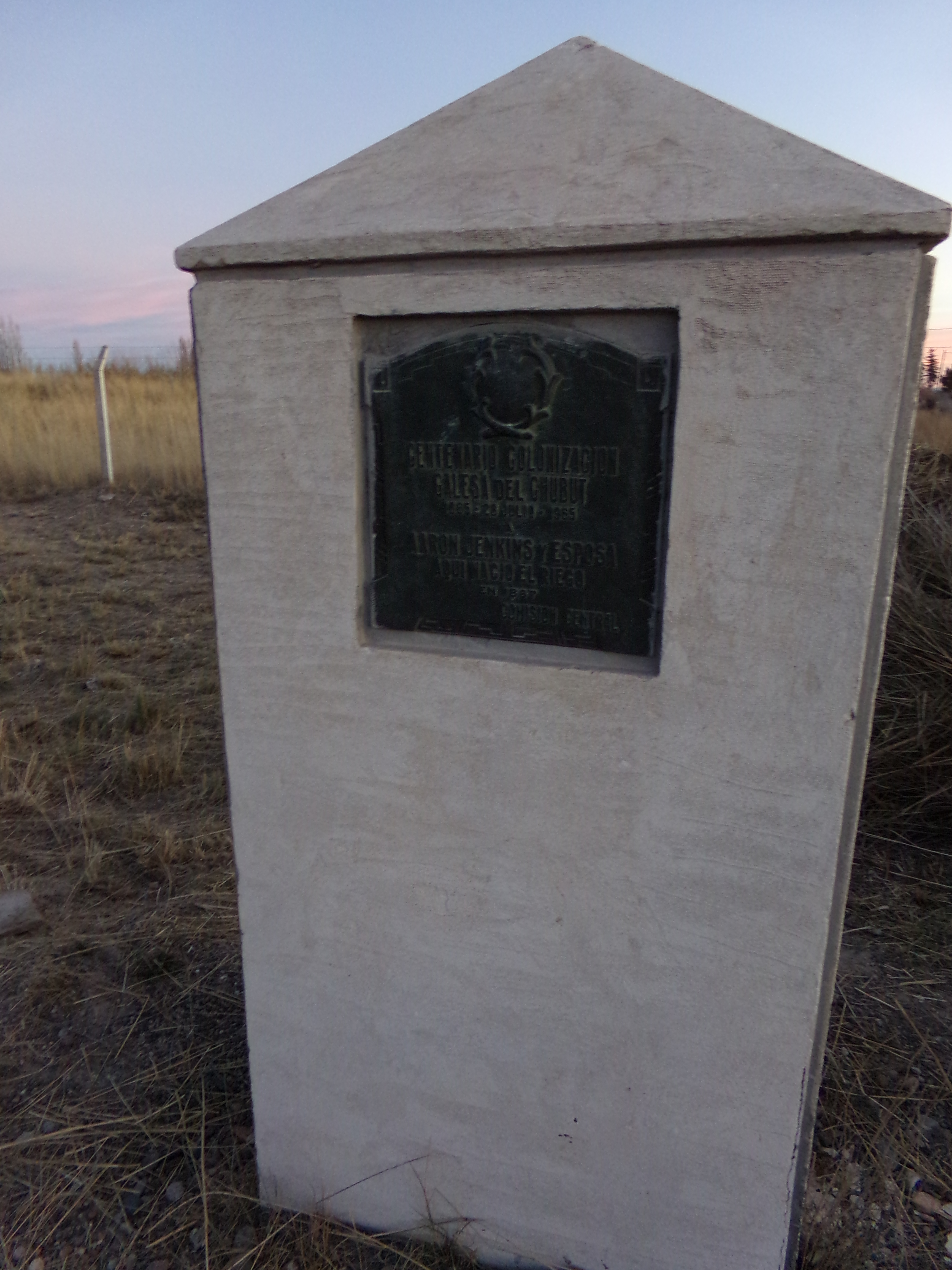
Monumento a Jenkins al sur de Trelew.

Hoy en día, al sur de Trelew, en el área de Glyn Du (cerca de la Capilla Moriah) existe un monolito ubicado en donde fue la chacra de Aaron y a pocos centenares de metros del primer canal de riego del valle, haciendo referencia a dicho suceso y homenajeando a Aaron y Rachel.